# Squalus
Squalus è uno dei due generi di pescecani della famiglia degli Squalidi. I suoi membri, noti comunemente come spinaroli, sono caratterizzati dalla presenza di una spina rugosa sulla pinna dorsale e di un peduncolo caudale con carene laterali; i denti di entrambe le mascelle hanno dimensioni simili; di solito è presente la fossetta precaudale superiore e la pinna caudale è priva di tacca subterminale.
Il nome del genere deriva da squalus, la parola latina che indica gli squali.

## Specie
- Spinarolo, Squalus acanthias (Linnaeus, 1758)
- Spinarolo pinnaalta orientale, Squalus albifrons Last, White & Stevens, 2007
- Spinarolo pinnaalta occidentale, Squalus altipinnis Last, White & Stevens, 2007
- Spinarolo bruno, Squalus blainville (Risso, 1827)
- Spinarolo naso corto, Squalus brevirostris Tanaka, 1917
- Spinarolo testagrossa, Squalus bucephalus Last, Séret & Pogonoski, 2007
- Spinarolo occhioverde, Squalus chloroculus Last, White & Motomura, 2007
- Spinarolo spinagrassa, Squalus crassispinus Last, Edmunds & Yearsley, 2007
- Spinarolo cubano, Squalus cubensis (Howell Rivero, 1936)
- Spinarolo di Edmund, Squalus edmundsi White, Last & Stevens, 2007
- Spinarolo di Taiwan, Squalus formosus White, W. T. White & Iglésias, 2011
- Spinarolo nasolungo orientale, Squalus grahami White, Last & Stevens, 2007
- Spinarolo boreale, Squalus griffini Phillipps, 1931
- Spinarolo musocorto indonesiano, Squalus hemipinnis White, Last & Yearsley, 2007
- Spinarolo giapponese, Squalus japonicus (Ishikawa, 1908)
- Squalus lalannei Baranes, 2003
- Spinarolo nasocorto, Squalus megalops (Macleay, 1881)
- Spinarolo codanera, Squalus melanurus (Fourmanoir e Rivaton, 1979)
- Spinarolo spinacorta, Squalus mitsukurii (Jordan e Snyder, 1903)
- Spinarolo occhioverde indonesiano, Squalus montalbani Whitley, 1931
- Spinarolo nasolungo occidentale, Squalus nasutus Last, Marshall & White, 2007
- Spinarolo codabarrata, Squalus notocaudatus Last, White & Stevens, 2007
- Spinarolo Cyrano, Squalus rancureli  (Fourmanoir e Rivaton, 1979)
- Spinarolo delle Kermadec, Squalus raoulensis Duffy & Last, 2007
- Centroforo boccanera, Squalus uyato Rafinesque, 1810
- Spinarolo bruno delle Philippine, Squalus sp. G.